# Afghanhund
Afghanhund är en hundras framavlad i Storbritannien och namngiven efter Afghanistan där de första avelshundarna hämtades. Den är en långhårig vinthund av en typ som funnits spridd i Afghanistan, Pakistan, Iran, Irak och Kurdistan.

## Historia

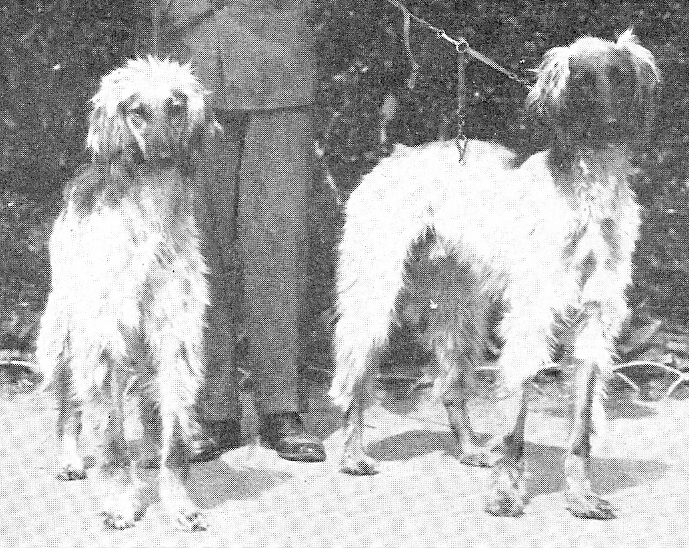
Två afghanhundar från Carl O.M.P. Leuhusens "Rashundar i ord och bild" 1932.

Hundarnas uppgift var bland annat att skydda karavaner mot vilda djur och rövare. De användes även som jakthundar för snabba villebråd, som harar och gaseller. Dessa hundar beskrevs första gången av Henry W. Lumsden i "The mission to Kandahar" 1860. En av de första afghanhundarna som importerades till England 1895 stoppades upp på British Museum of Natural History. Den första som deltog på hundutställning var Zardin som hämtades av den engelske kaptenen John Bariff från Indien 1907. Denna hund blev mycket uppmärksammad och användes senare som förebild när den första rasstandarden skrevs i England 1912. Det var inte förrän på 1920-talet som aveln kom igång, den brittiska rasklubben bildades 1927.

## Egenskaper
Afghanhundens förfäder var inga bortskämda hundar, utan hårt arbetande djur. I senare tid blev dess föregångare allt populärare inom de högre samhällsklasserna och fick därmed högre status. Det sägs ibland att enbart de kungliga fick äga afghaner och att det kanske är därifrån de fått sina divalater. Men detta är snarare ett schablonmässig bedömning baserat på rasens självständiga karaktär än på något historiskt faktum. Den självständiga karaktären har också ofta gjort att rasen ansetts som svårtränad eller rent av som mindre intelligent. Men afghanhunden är en intelligent hund, om än mer krävande angående ägarens förståelse för dess karaktär än de flesta andra hundraser. Afghanhundar bör tränas noga att komma på inkallning, sedan valpåldern. Om en afghanhund råkar komma loss, finns inte en chans att man hinner ikapp den.
Afghanhunden jagar på dagarna med synens hjälp, den följer bytet med blicken. Afghanhunden är mycket lämpad för lure coursing, en hundsport som efterliknar afghanhundens naturliga jaktstil.

## Utseende

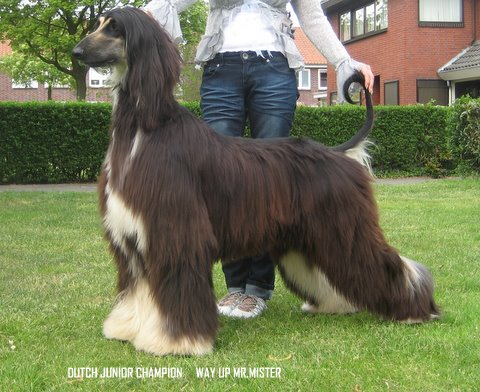
Afghanhund med mörkbrun päls

Den moderna afghanhunden är kanske den vinthund som exteriört avlats mest intensivt för sin päls. Den långa pälsen är ett av rasens mest markanta och utseendemässigt uppskattade drag. Pälsen kan ha vilken färg som helst och alla färger är tillåtna enligt standarden, dock har det inte påträffats höggradigt vita med fläckar (kallas parti-color på saluki). Pälsen kräver omsorgsfull skötsel och en ägare av en afghanhund bör vara beredd på daglig pälsvård om hunden släpps ut i skog och mark och bad cirka en gång i veckan. De första hundarna som infördes till Europa tillhörde två olika huvudtyper av afghaner, en bergstyp och en ökentyp, med vissa skillnader i bland annat pälskvalité. De skillnader som fanns mellan dessa är i dag i stort sett utsuddade genom avel. Som alla vinthundar, är afghanhunden en finlemmad hundrastyp med god syn, och en kropp byggd för hög hastighet. När en afghan springer håller den huvudet upprätt istället för nedsänkt, vilket ger afghanhunden mycket graciösa rörelser. Afghanhundens rörelser ger hundrasen ett uppseendeväckande och aristokratiskt uttryck som ofta uppskattas på hundutställningar.

## Afghanhundar i populärkulturen
Den tecknade hunden Trasselsudd är en Afghanhund.